# Hal Robson-Kanu
Thomas Henry Alex 'Hal' Robson-Kanu (Acton, 21 mei 1989) is een Welsh voetballer die meestal als vleugelspeler speelt. Hij verruilde Reading in augustus 2016 voor West Bromwich Albion. Robson-Kanu was van 2010 tot en met 2018 international in het Welsh voetbalelftal, waarvoor hij 44 interlands speelde en vijf keer scoorde.

## Clubcarrière
Robson-Kanu voetbalde in de jeugd voor Arsenal en Reading. In januari 2008 werd hij voor zes maanden uitgeleend aan Southend United. Op 21 augustus trok hij opnieuw naar Southend United. Op 26 januari 2009 werd hij voor zes maanden uitgeleend aan Swindon Town. Robson-Kanu maakte zijn eerste officiële doelpunt voor Reading in de League Cup tegen Northampton Town. Op 16 september 2012 maakte hij zijn eerste doelpunt in de Premier League tegen Tottenham Hotspur. Hij maakte zijn tweede doelpunt in de Premier League tegen Fulham. Hij maakte ook het openingsdoelpunt in de met 3–4 verloren thuiswedstrijd tegen Manchester United op 1 december 2012. Op 2 maart 2013 maakte hij zijn vierde treffer van het seizoen, uit bij Everton.

## Interlandcarrière
Robson-Kanu kwam uit voor Engeland –19 en Engeland –20. Hij speelde op 18 mei 2010 zijn eerste wedstrijd voor Wales –21, tegen Oostenrijk –21. Vijf dagen later debuteerde hij in het Welsh voetbalelftal, tegen Kroatië. Voor Wales –21 scoorde hij twee keer in vier wedstrijden: één tegen Oostenrijk –21 en één tegen Hongarije –21. Robson-Kanu maakte op 22 maart 2013 zijn eerste doelpunt voor Wales, in een WK-kwalificatiewedstrijd tegen Schotland. Hij werd ook geselecteerd voor de nationale ploeg voor het Europees kampioenschap voetbal 2016 in Frankrijk. Hierop maakte hij in de eerste wedstrijd in de 81ste minuut het winnende doelpunt tegen Slowakije . Het duel eindigde in 2–1. Robson-Kanu was ook in de kwartfinale tegen België trefzeker (3–1 winst). Wales werd in de halve finale uitgeschakeld door Portugal (0–2).

## Erelijst
| Kampioen Championship | 1x | 2011/12 |

1 Palmer ·
2 Furlong ·
3 Holgate ·
4 Styles ·
5 Bartley ·
6 Ajayi ·
7 Wallace  ·
8 Molumby ·
9 Maja ·
10 Swift ·
11 Diangana ·
12 Dike ·
14 Heggem ·
17 Diakité ·
18 Grant ·
19 Dobbin ·
20 Račić ·
21 McNair ·
22 Johnston ·
23 Wildsmith ·
24 Frabotta ·
27 Mowatt ·
30 Cann ·
31 Fellows ·
44 Cole ·
Coach: Corberán
1 Hennessey ·
2 Gunter ·
3 Taylor ·
4 Davies ·
5 Chester ·
6 A. Williams  ·
7 Allen ·
8 King ·
9 Robson-Kanu ·
10 Ramsey ·
11 Bale ·
12 Fôn Williams ·
13 G. Williams ·
14 Edwards ·
15 Richards ·
16 Ledley ·
17 Cotterill · 
18 Vokes ·
19 Collins ·
20 J. Williams ·
21 Ward ·
22 Vaughan · 
23 Church · 
Coach: Coleman